# گورستان ب آقبلاغ سفلی
گورستان ب آقبلاغ سفلی
مربوط به هزاره اول ق.م. است و در شهرستان ورزقان، بخش مرکزی، دهستان ازومدل شمالی، ۳ کیلومتری جنوب روستای آقبلاغ‌سفلی واقع شده و این اثر در تاریخ ۱۲ شهریور ۱۳۸۶ با شمارهٔ ثبت ۱۹۳۴۶ به‌عنوان یکی از آثار ملی ایران به ثبت رسیده است.
این گورستان بانام محلی "قبرلر " به ترکی آذربایجانی همان معنای گورستان را دارد که در منطقه ی معروف به دشت "شاه منصور" مربوط به قصبه ی قدیمی سراب(شهر متروکه)می باشد >